# ヴィルヘルム (ブラウンシュヴァイク公)
ヴィルヘルム（独:Wilhelm, Herzog von Braunschweig, 1806年4月25日 - 1884年10月18日）は、ドイツのブラウンシュヴァイク公（在位：1830年 - 1884年）。ブラウンシュヴァイク公フリードリヒ・ヴィルヘルムとその妻マリー・フォン・バーデンの次男。カール2世の弟。全名はヴィルヘルム・アウグスト・ルートヴィヒ・マクシミリアン・フリードリヒ（Wilhelm August Ludwig Maximilian Friedrich）。

## 生涯
1815年に父が死ぬと、従叔父であるイギリス＝ハノーファー王国摂政王太子ジョージ（後のジョージ4世）の後見下に育てられた。1823年にプロイセン軍に入り、陸軍少佐に任じられた。
1830年、兄のカール2世が公国で起きた反乱によって廃位されると、ヴィルヘルムは暫定的に公国の君主を継いだ。そして翌1831年、ヴェルフ家の家内法にのっとり、恒久的な公国の君主と定められた。ヴィルヘルムは国務の大部分を大臣たちに委任し、治世の大半を公国の領域外にある領地、シュレージエンのエールス公爵領で過ごした。ヴィルヘルムは生涯独身だったが、多くの私生児の父親であった。
1866年、ブラウンシュヴァイクはプロイセンの主導する北ドイツ連邦に加盟した。しかし、最近親の男系親族である旧ハノーファー王国王太子エルンスト・アウグスト2世をブラウンシュヴァイク公位の相続人とすることに関して、プロイセンが承認を拒否すると、ヴィルヘルムとプロイセンとの関係は悪化した。このため、1884年のヴィルヘルムの死後、公位の相続人が除かれる形となったブラウンシュヴァイク公国は憲法上の危機に陥った。
1913年、君主不在の状態はエルンスト・アウグスト2世の息子エルンスト・アウグスト3世が公位相続を認められるに及んでようやく解決した。